# Argoun (Caucase)
Pour les articles homonymes, voir Argoun.
La rivière Argoun (en géorgien : არღუნი, en russe : Аргун) est un cours d'eau du Caucase, qui arrose la Géorgie et la Tchétchénie (Russie). Affluent de la Sounja, elle fait partie du bassin versant du Terek, qui se jette dans la mer Caspienne.

## Géographie
La rivière jaillit des contreforts nord du Caucase, en Géorgie, puis traverse les raïons Itoum-Kalinski et Chatoïski dans l'ouest de la Tchétchénie.
La vallée de l'Argoun a abrité les premiers habitants tchétchènes de la région et possède plusieurs vestiges de villages traditionnels. La rivière a donné son nom à la ville d'Argoun construite sur ses rives.

## Culture
L'Argoun est mentionnée dans la troisième strophe de l'Hymne national de la République de Tchétchénie. Il y est dit que la rivière et le peuple Tchétchène sont unis et sous entendu que la rivière fait partie du patrimoine de la république caucasienne.

## Source
- Grande Encyclopédie soviétique